# Gojko Subotić
Gojko Subotić (en serbe cyrillique : Гојко Суботић ; né le 11 aout 1931 à Bosanska Gradiška) est un historien yougoslave puis serbe. Il est membre de l'Académie serbe des sciences et des arts.